# Rakelići
Rakelići (en serbe cyrillique : Ракелићи) est un village de Bosnie-Herzégovine. Il est situé sur le territoire de la ville de Prijedor et dans la république serbe de Bosnie. Selon les premiers résultats du recensement bosnien de 2013, il compte 630 habitants.

## Géographie
Le village est situé sur la rive méridionale du lac de Saničani, à la confluence des rivières Tomašica et Stupnica ; son territoire est également traversé par un bras du Gomjenica-kanal.

## Histoire
Le village abrite une église en bois inscrite sur la liste provisoire des monuments nationaux de Bosnie-Herzégovine

## Démographie

### Évolution historique de la population dans la localité
| 1948 | 1953 | 1961  | 1971 | 1981 | 1991 | 2013 |
| ---- | ---- | ----- | ---- | ---- | ---- | ---- |
| -    | -    | 1 017 | 964  | 792  | 913  | 630  |

|  |

### Communauté locale
En 1991, la communauté locale de Rakelići comptait 2 353 habitants, répartis de la manière suivante :